# Aedes tiptoni
Aedes tiptoni é um espécie de mosquito do Género Aedes, pertencente à família Culicidae.